# Yslaire
Bernard Hislaire (Brussel·les, 11 de gener de 1957), conegut com Yslaire, és un guionista i dubuixant de còmics belga.També signa amb els pseudònims d'Hislaire, Sylaire o iSlaire.

## Biografia
Bernard Hislaire va néixer l'11 de gener de 1957 a Brussel·les. El seu pare, Jacques Hislaire, és periodista de La Libre Belgique. La seva mare, Anne-Marie Guislain, és una alta funcionària del Ministeri d'Afers Exteriors belga. Va realitzar els seus primers dibuixos per al fanzine Robidule i va treballar el seu estil a l'Institut Saint-Luc de Brussel·les. L'any 1975 es va incorporar a l'equip gràfic de la revista Spirou, on va escriure un relat breu a la secció oferta als artistes joves. Després va treballar en una història de setze planxes, anomenada Le troisième Larron, rebent el suport del seu editor, Charles Dupuis, i del guionista Raoul Cauvin. El 1978, publica Coursensac i Baladin amb Jean-Marie Brouyère, llançant el mateix any la seva primera sèrie, Bidouille et Violette, que fou publicada entre 1981 i 1986 en format àlbum per Dupuis. Al mateix temps, publica diversos dibuixos humorístics per als diaris La Libre Belgique i Le Trombone illustré.
El 1986, va llançar Sambre amb Balac (pseudònim de Yann), sota el nom de «Yslaire». Tota la sèrie, publicada per Glénat, va ser un èxit de crítica i comercial. L'any 2003, per a l'edició del cinquè volum, Yslaire va reeditar els àlbums anteriors amb noves portades i un nou títol per al tercer volum, que es va convertir en Liberté, liberté... i una reelaboració de diverses planxes. El mateix any, va publicar La Légende des Sambre, que recorre la creació de la sèrie i la situa dins d'un projecte molt més gran que projecta la intriga de Sambre al llarg de diverses generacions. Així és com l'any 2007 es va publicar La Guerre des Sambre, una nova sèrie en què Yslaire només n'era el guionista i va encarregar el dibuix a Jean Bastide i Vincent Mézil.
El 1997 es va publicar Introduction au XXe ciel. Aquest àlbum, extret de la web xxeciel.com, resulta ser un treball preliminar per a la nova sèrie. El 1998 va publicar Mémoire du XXe ciel : 98 a Delcourt que va ser reeditat per Les Humanoïdes associés l'any 2000 amb el nom de XXe ciel.com : Memòries 98. La seqüela, Mémoires 99, es va publicar l'any següent, i el 2004, Yslaire va ampliar aquesta sèrie amb dos possibles finals: Memòries<19>00 i Memòries<20>00, a elecció del lector.
El 2003, va treballar en el guió d'una nova sèrie, Trois vierges. Per a l'ocasió, va tornar a canviar el seu pseudònim, per convertir-se en Sylaire. El dibuix d'aquest díptic va ser realitzat per Jeanlouis Boccar.
L'any 2006 va iniciar un nou díptic, Le Ciel au-dessus de Bruxelles, amb el primer volum titulat [avant...]. Des del punt de vista de la narració i el dibuix, aquest àlbum pertany a la mateixa línia que els del cicle XXe ciel. Per a aquesta sèrie l'autor signa amb el nom de Bernar Yslaire.
El 2009, Yslaire, Nicolas de Crécy, Marc-Antoine Mathieu, Éric Liberge i Hirohiko Araki van ser convidats a crear àlbums amb el Louvre com a centre de les històries. L'obra resultant fou mostrada en una exposició titulada El Louvre invita la bande dessinée. Aquest mateix any, Yslaire va ser nomenat Cavaller de les Arts i les Lletres.
El 2012, Yslaire va llançar la comercialització de la seva aplicació per a iPad i iPhone: Úropa, que signa amb el nom d'iSlaire. Es tracta d'una revista digital que barreja ficció i realitat. L'autor col·labora amb la seva dona, Laurence Erlich-Hislaire, així com amb periodistes (Jean Quatremer de Libération, Daniel Couvreur de Le Soir). Amb motiu del bicentenari del naixement de Charles Baudelaire, va produir l'àlbum en solitari Mademoiselle Baudelaire a la col·lecció «Aire libre» publicat per Dupuis el 2021. El 2024 va publicar l'adaptació al còmic de la novel·la La neige était sale de Georges Simenon. Aquest one-shot està escrit per Jean-Luc Fromental i publicat a la col·lecció «Simenon, Les Romans Durs» publicada per Dargaud.

## Obres
- Bidouille et Violette (Dupuis, 1981–1986)
  - les Premiers Mots (1981)
  - les Jours sombres (1982)
  - la Reine des glaces (1984)
  - la Ville de tous les jours (1986)
- Sambre (Glénat, 1986–2003)
  - Plus ne m'est rien (1986, publicat de nou el 2003)
  - Je sais que tu viendras (1990, publicat de nou el 2003)
  - Faut-il que nous mourrions ensemble ? (1990, publicat de nou el 2003)
  - Liberté, liberté... (1993, publicat de nou el 2003)
  - Maudit soit le fruit de ses entrailles (2003)
- Le Gang Mazda (Dupuis, 1988–1997); assistència en el guió, dibuix de Darasse
- Mémoires du XXe ciel then XXe ciel.com (Delcourt, posteriorment Les Humanoïdes Associés, 1997–2004)
  - Introduction au XXe ciel (Dargaud, 1997)
  - 98 (Dargaud, 1999)
  - Mémoires98 (Les Humanoïdes Associés, 2000)
  - Mémoires99 (Les Humanoïdes Associés, 2001)
  - Mémoires<19>00 (Les Humanoïdes Associés, 2004)
  - Mémoires<20>00 (Les Humanoïdes Associés, 2004)
- Cousensac et Baladin (Point image, 2002)
  - Au pays de Tahétéhus (2002)
- Trois vierges (Glénat, 2003); guió, dibuix de Jeanlouis Boccar
  - Trois vierges: Dyane (2003)
  - Trois vierges: Atena (2006)
- Le Ciel au dessus de Bruxelles (2006–2007)
  - [Avant]... (Futuropolis, 2006)
  - [Après]... (Futuropolis, 2007)
- Sambre - La guerre des Sambre (Futuropolis/Glénat, 2007–2008); guió, dibuix de Jean Bastide i Vincent Mézil

## Filmografia
- 2012: Laurent Vicomte, Entretemps d'Avril Tembouret (testimoni)
- 2009: Mr. Nobody de Jaco Van Dormael (il·lustracions preparatòries)
- 2000: La Mission de Victor Martin de Didier Roten (dibuixos).[9]

## Influència
Bernard Hislaire ha influenciat a aturos com Maaike Hartjes, Bart Schoofs i Zep.

## Recepció

### Premis i premis
- 1980:  Prix Saint-Michel de dibuix humorístic per Bidouille et Violette.[11]
- 1986:
  -  Grand Prix Saint-Michel per Plus ne m'est rien (Sambre, volum 1), amb Balac.[11]
  -  Prix de la presse al festival de Durbuy.
  -  Grand-prix des alpages al festival de Sierre.
  -  Prix du génie a la convenció de còmic de Paris.
  -  Prix des libraires al festival de Brignais.
- Prix de la CBEBD.[12]
- 1987:
  -  Premi del públic al festival de Durbuy.
  -  Premi del lector de Libération.[11]
- 1998:  Premi Haxtur al millor dibuix per Sambre.[11]
- 1999:  Prix Honoris Causa pel conjunt de la seva carrera.[11]
- 2006:  Prix Saint-Michel al millor guiuó per Le Ciel au-dessus de Bruxelles.
- 2009:  Títol Chevalier de l'ordre des Arts et des Lettres.
- 2011:
  -  Prix Saint-Michel al millor àlbum per La Mer vue du purgatoire.[11]
  -  Prix Micheluzzi al millor còmic estranger per Le Ciel au-dessus du Louvre (amb Jean-Claude Carrière).
- 2014:  Grand Prix Diagonale-<i id="mwAUI">Le Soir</i> pel conjunt de la seva obra.[13]
- 2018: Prix Scam Belgique (Société civile des auteurs multimédia, Bèlgica), categoria Parcours Texte et image.[14]

### Posteritat
L'any 1998 es va inaugurar un mural titulat L’Archange – XXe Ciel, que forma part de la ruta del còmic de Brussel·les. Es troba al número 21 de la rue des Chartreux, té una superfície de 22 m2  i la seva creació es deu a l'associació Art Mural.